# Monika Bohge
Monika Bohge (Lüdenscheid, 1947) escritora alemana.

## Biografía
Estudió magisterio de matemáticas y religión y fue profesora en centros de educación especial. Ha sido autora de muchos cánticos espirituales y miembro del grupo TAKT.

## Obra
- Ich frage mich. Strube-Verlag 1988 (Mus.: Herbert Beuerle)
- Die Geschichte von Zachäus. Strube-Verlag 1991 (Mus.: Joachim Schwarz)
- Rede nicht von deinem Glauben. 1995 (Mus.: Hartmut Reußwig)
- Du bist dabei. Strube-Verlag 2001 (Mus.: Rolf Schweizer)
- Begegnung mit dem Propheten. Strube-Verlag 2004 (Mus.: Rolf Schweizer)